# الشلالات (المغرب)
الشلالات هي قرية وجماعة قروية تقع في عمالة المحمدية بجهة الدار البيضاء سطات، المغرب، وبلغ عدد سكانها 53.503 نسمة حسب الإحصاء العام للسكان والسكنى لسنة 2014.